# Schönertsbach
Der Schönertsbach ist ein auf dem amtlichen Hauptstrang mit allen früheren Abschnittsnamen gut acht Kilometer langer linker und südwestlicher Zufluss der Tauber im Main-Tauber-Kreis in Baden-Württemberg, der auf dem längeren unteren Abschnitt seines Laufs durch das namengebende Waldgebiet Schönert in den Stadtgebieten von Külsheim und Wertheim fließt.

## Geographie
Der Schönertsbach entsteht in schon tiefem Tal südlich des Dorfes Dörlesberg der Stadt Wertheim aus dem Zusammenfluss des von etwa Westsüdwesten kommenden linken Wolfbachs, der mitsamt seinem Hauptoberlauf etwa 5,4 km lang ist und ein Teileinzugsgebiet von 8,4 km² beiträgt, und des Bachs durch die Hildbrandzelleklinge, der von Südwesten zuläuft und mitsamt seinem eigenen amtlichen Oberlauf Hildbrandzellegraben eine Länge von 3,2 km erreicht und ein Teileinzugsgebiet von 6,8 km² hat, jedoch mit seinem längsten Oberlaufstrang  4,9 km erreicht.
Beide Oberläufe des Schönertsbachs haben ein aufgefiedertes Zuflusssystem. Da derjenige durch die Hildbrandzelleklinge amtlich zum Hauptstrang gerechnet wird und nach dem Zusammenfluss mit dem Wolfsbach der Schönertsbach auch in Richtung der Hildbrandzelleklinge weiterläuft, wird im Folgenden der Verlauf entsprechend dieser amtlichen Hauptstrangfestlegung behandelt.

### Hildbrandzellegraben
Der Hildbrandzellegraben entsteht etwa 1,3 km östlich von Külsheim-Steinbach zwischen Feldern. Er läuft etwa 0,8 km weit kaum eingetieft und eher flach nach Nordosten, auf den letzten Metern nimmt er von links den Flürlegraben auf, der selbst wenig vorher vom Zitterngraben gespeist wird und vereint sich dann mit dem linken Baiersgründleingraben zum Bach durch die Hildbrandzelleklinge.

### Hildbrandzelleklinge
Der Bach durch die Hildbrandzelleklinge läuft nun – anders als seine recht geraden Oberläufe – in Mäandern nordöstlich, tieft sich dabei stärker in sein Tal ein, in dem er zunächst an den Hängen und später bis an die Ufer von Wald begleitet wird. Der eher kurze Kohlplattengraben speist ihn vom linken Hang her. Noch bevor er sich danach mit dem aus der ebenfalls walderfüllten Holderrainklinge zuletzt von Nordwesten her kommenden Wolfsbach vereint, läuft vom rechten Hang her der aus dem Südsüdwesten kommende Lochgraben zu. Die Bachvereinigung zum namentlichen Schönertsbach liegt etwa einen Kilometer südöstlich der Ernsthofsiedlung von Dörlesberg.

### Verlauf
Der Schönertsbach behält mit kleinen Schwankungen die Talrichtung der Hildbrandzelleklinge bei, nimmt einen Bach den rechten Waldhang herab auf, der nahe der Ortschaft Roter Rain entsteht und bald danach, noch auf der Hochebene, an der Kuppe Koks vorbeiläuft. Nach diesem Zulauf passiert der Schönertsbach einige kleine Waldteiche am Lauf, ehe sich der Talgrund lichtet und etwas später der Gänsbach zuletzt von Nordwesten her aus kurzer Klinge zumündet, die erst bei Dörlesbach beginnt. Nachdem der Schönertsbach danach die Ebenmühle passiert hat, schließt sich die Talaue wieder, er passiert den größeren Teich Schönertssee am linken Ufer und erfährt gleich darauf Zufluss vom Bach aus der bewaldeten Heinzenhecken-Klinge, die ebenfalls von links zuläuft.
Auf dem letzten Talabschnitt durch den Umpfergrund steht rechts Wald, während sich dem linken Ufer entlang unter dem auch auf dieser Seite waldbewachsenen Hang eine Wiese zieht. Schließlich quert der Schönertsbach die dort linksseits breite Taubertalaue und mündet beim Talsportplatz von Reicholzheim etwa einen Kilometer südlich und oberhalb des Ortes in eine nach Südwesten ausholende weite Talschlinge der Tauber.

### Zuflüsse
Hierarchische Liste der Zuflüsse, jeweils von der Quelle zur Mündung.
- (Bach durch die Hildbrandzelleklinge) (linker Quellbach) (Hauptstrang)
  - Hildbrandzellegraben (rechter Quellbach) (Hauptstrang)
    - Flürlegraben (links)
      - Zitterngraben (links)

  - Baiersgründleingraben (linker Quellbach) (Nebenstrang)
  - Kohlplattengraben (links)
- Lochgraben (rechter Quellbach) (Nebenstrang)
- Wolfsbach (links)
  - Talbach (linker Quellbach) (Hauptstrang)
    - Kalbenhubgraben (rechts)
    - (Bach aus der Heimersklinge) (links)
    - Holderraingraben (links)
      - Säutriebgraben (rechts)

  - Vorderer Lehengraben (rechter Quellbach) (Nebenstrang)
  - Frankengraben (links)
    - Münchfeldgraben (rechts)
- (Bach am Koks vorbei) (rechts)
- Gänsbach (links)
  - Münchgrundgraben (rechts)
- (Bach aus der Heinzenhecken-Klinge) (links)

### Flusssystem Tauber
- Fließgewässer im Flusssystem Tauber